# Acacia dorothea
Acacia dorothea é uma espécie de leguminosa do gênero Acacia, pertencente à família Fabaceae.